# アラサン・ワタラ
アラサン・ドラマヌ・ワタラ（フランス語: Alassane Dramane Ouattara、1942年1月1日 - 、アラサン・ウワタラとも）は、コートジボワールのテクノクラート、政治家。現在、同国大統領。共和連合（RDR）党首。1990年11月から1993年12月までコートジボワールの首相を務めた。
2010年12月の大統領選挙の決選投票で54%の得票を得て当選したが、同国憲法評議会の裁定により当選を無効とされた。以降4ヶ月にわたり、対立候補で現職だったローラン・バグボと共に自らが正統な大統領であると主張しあう異常事態が続いた。しかし2011年4月11日、ワタラ側の軍の攻撃によってバグボが拘束され、バグボの失脚が確定。同年5月6日に就任宣誓を行い、正式に大統領に就任した。

## 経歴

### テクノクラートとして
ワタラは、1942年にフランス領西アフリカ（現コートジボワール領）のディンボクロで生まれたと主張している。一方、反対派は彼がオートボルタ（現ブルキナファソ）サンドゥーにて生まれたと主張している。この出生地の食い違いが、のちのコートジボワール史に大きな影響を与えることとなる。
彼はエコノミストとしてワシントンD.C.のIMFに1968年から1973年まで勤務し、その後西アフリカ諸国中央銀行職員としてパリで1973年から1975年まで勤務した。1975年2月から1982年12月までは西アフリカ諸国中央銀行総裁特別顧問及び調査部門長をつとめ、1983年1月から1984年10月まではオートボルタ（ブルキナファソ）政府の指定ポストであった同行副総裁をつとめた。1984年11月から1988年10月まではIMFに戻ってアフリカ部門の理事を務め、1987年3月には加えてIMF管理理事付顧問となった。1988年10月28日、コートジボワール政府の指定ポストであった西アフリカ諸国中央銀行総裁に任命され、12月22日に就任の宣誓をした。

### 首相時代
1990年4月、コートジボワール大統領であるフェリックス・ウフェ＝ボワニはワタラをコートジボワールの「経済復興計画と安定のための調整省庁間委員会」の議長に任命した。この時点では、ワタラはまだ西アフリカ諸国中央銀行総裁を兼任していた。次いで1990年7月にワタラはコートジボワール首相に任命され、西アフリカ諸国中央銀行総裁はシャルル・コナン・バニーと交代した。
首相職を務めながら、ワタラは病気がちとなったウフェボワニの職務を代行することが多くなり、特に1993年3月からウフェボワニの死亡する12月まではそうだった。12月7日にウフェボワニが死亡するとワタラは「コートジボワールは孤立した」と述べた。ウフェボワニ死後の権力について首相のワタラと国会議長のアンリ・コナン・ベディエとの間に権力闘争が起こったが、さしあたり憲法の規定に従ってベディエ議長が暫定大統領職に就任することとなった。敗れたワタラはふたたびIMFへと復帰し、1994年7月1日から1999年7月31日までIMF副総裁となった。

### 国籍問題
1995年に正式に大統領選挙が行われることになると、北部を地盤とする野党の共和連合（RDR）は、ワタラに大統領選への出馬を打診。ワタラは了承したが、しかしベディエ大統領と与党のコートジボワール民主党（PDCI）は選挙からのワタラの排除を目指し、1994年12月に改正選挙法を国会で通過させた。この選挙法には大統領立候補資格について、本人が生まれながらのコートジボワール人であることに加え、さらに父と母も生まれながらのコートジボワール人でなければならないと定めており、血族的にブルキナファソとのつながりの深いワタラはこれによって出馬が不可能となった。また、ベディエ政権はこの法案を正当化するため、「コートジボワール人性」（イボワリテ）という概念を導入。純粋なコートジボワール人以外の移民たちの圧迫を始めた。これは移民たちの大量流入と積極的な農地開発によって職を奪われていた南部人キリスト教徒の共感を得たものの、国民の3割を占めるまでにいたっていた移民は反発し、特に移民の流入の多かった西部のカカオ農園地帯や大都市アビジャンにおいて深刻な社会不安を巻き起こした。さらに人種的宗教的に移民たちと共通の部分の多い北部イスラム教徒たちが大反発し、北部においても不満が急速に増大していった。
1995年の選挙はベディエが唯一の対抗候補である南西部のローラン・バグボに圧勝した。1998年3月、ワタラは再び国政に復帰する意志を表明し、1999年7月にIMF副総裁の職を辞して帰国。共和連合の党首に選出され、次期大統領選挙への出馬を表明した。ワタラは選挙法の規定に対し、彼の両親はふたりともコートジボワール人であるとし、それを証明する出生証明書を提出した。しかし、ベディエ政権はそれを偽造であるとし、故ウフェボワニは「経済だけのためにワタラを招いた」といっていたと述べた"。ワタラの国籍証明書は10月27日に裁判所によって破棄され、ワタラは11月29日に国外追放となった。しかし、1ヶ月もしない12月24日にロベール・ゲイ将軍によるクーデターが勃発してベディエは国外に亡命し、ワタラは帰国を許可された。
しかし、ゲイ将軍が自らが大統領選に出馬することとしたため、最大のライバルであるワタラはまたも選挙から排除された。選挙はゲイがローラン・バグボに敗北したものの、バグボもまた同じ政策をとった。これは北部人の不満を著しく増大させ、2002年の内戦の引き金となった。ワタラの国籍問題に対して、ブルキナファソ大統領のブレーズ・コンパオレは「この問題はとても単純だ。彼はブルキナファソに来たこともなく、生まれてもおらず、結婚もここではないし、国籍だって持ってはいない。彼はコートジボワールの元首相である」と述べている。

### 第1次コートジボワール内戦
2002年に第1次コートジボワール内戦が勃発すると、コートジボワールは北部と南部に別れ、南部は政府軍が、北部は新勢力（FN）が支配する分裂状態となった。ワタラは新勢力には所属していなかったものの、北部の代表的政治家としての地位は保ち続けた。紆余曲折があったものの、2007年8月6日、バグボ大統領は次回選挙にはワタラは出馬できることを確約した。それを受け、ワタラは共和連合の党首に再選された。

### 2010年大統領選挙
2010年10月31日に、再三延期されていたコートジボワール大統領選挙が実施され、ワタラは32.08%を得て第2位につけ、決選投票へと駒を進めた。第3位となったPDCIのベディエとワタラは選挙協定を結んでおり、かねてからの約束どおり決選投票ではベディエ派もワタラへと投票することを決定した。11月28日の決選投票において、12月2日に選挙管理委員会が54.68%の得票でワタラが勝利したと発表した。しかし、その結果を認証する憲法評議会において、ワタラの地盤である北部のサヴァヌ州とバンダマ渓谷州（北部最大都市ブアケ市および北部第2の都市コロゴ市を含む）に属する7県の投票、597,010票（投票総数の約13%）を無効とすることが決定され、バグボの勝利が宣言された。これに対し、国連は直ちに非難声明を発表するとともにワタラの当選を認めると発表。アフリカ連合、西アフリカ諸国経済共同体、フランス、アメリカ、ヨーロッパ連合も同調した。これを受け、ワタラは最大都市アビジャンのホテルにて大統領就任式を挙行。バグボも同時に就任式を行い、コートジボワールには大統領が二人存在する事態となった。また、北部反政府勢力「新勢力」の長で入閣していたギヨーム・ソロ首相はワタラ支持を表明した。
第2次コートジボワール内戦（2010年11月28日 - 2011年4月11日）では、2011年4月11日にワタラ側の軍の攻撃によってバグボが拘束された。同年5月6日に就任宣誓を行い、正式に大統領に就任した。

### 2020年大統領選挙
当初は世代交代を理由に2020年の大統領選挙には出馬しないことを宣言、後継者にアマドゥ・ゴン・クリバリ首相を指名していた。しかし後継者に指名されたクリバリ首相は選挙3カ月前の2020年7月に死亡したため、2020年10月31日に執行された大統領選挙に出馬した。しかし野党陣営は3選出馬を禁じた憲法に違反しているとして選挙のボイコットを表明。この影響もあり、選挙管理委員会が11月3日に発表した結果はワタラが得票率94.27％で圧勝したというものだった。その前日の11月2日には、野党陣営は独自の暫定政権を発足させることを表明しており、再び二重政府状態となることが懸念された。

### 外遊
2019年10月21日に迎賓館赤坂離宮で安倍晋三内閣総理大臣と会談を行い、翌22日の即位礼正殿の儀に参列した。

## 人物
ムスリム。妻はユダヤ系フランス人ビジネスウーマンのドミニク・ヌーヴィアン。